# Epoca (astronomia)
In astronomia, un'epoca è un istante a cui sono riferite alcune coordinate celesti o alcuni elementi orbitali. Poiché tutti gli oggetti celesti, Terra compresa, non sono fermi ma in movimento, una certa coordinata è valida solo per un certo istante. In un istante successivo, le coordinate saranno necessariamente diverse.
I movimenti possono essere di due tipi:
1. movimenti dell'oggetto celeste considerato, che cambia quindi la propria posizione in cielo
2. movimenti periodici della Terra, che cambiano il sistema di riferimento celeste e provocano un movimento apparente dell'oggetto celeste.

Nel primo caso, si parla di moto proprio dell'oggetto celeste. I secondi sono i vari movimenti della Terra come la precessione, la nutazione e altri, che spostano considerevolmente le posizioni degli oggetti celesti in cielo. Nel caso degli elementi orbitali, è necessario considerare anche la perturbazione causata dagli effetti gravitazionali di altri oggetti vicini.
L'epoca usata al momento è la J2000.0, che corrisponde alla situazione al tempo universale 12:00, 1º gennaio 2000, corrispondente al giorno giuliano 2.451.545. Per conoscere la posizione di un oggetto celeste in un istante diverso, occorre sommare alle coordinate date per la J2000.0 tutti i moti conosciuti (moto proprio, precessione terrestre, ecc.), utilizzando un anno di esattamente 365,25 giorni. Esistono programmi per computer in grado di fare questi calcoli in automatico, largamente utilizzati da astronomi dilettanti e professionisti per puntare i loro telescopi con precisione.